# Diplotaxis microtrichia
Diplotaxis microtrichia är en skalbaggsart som beskrevs av Moser 1921. Diplotaxis microtrichia ingår i släktet Diplotaxis och familjen Melolonthidae. Inga underarter finns listade i Catalogue of Life.